# 마니포고
마니포고(Manipogo)는 미확인동물의 일종. 캐나다에 있는 매니토바호에 서식하고 있다고 일컬어지고 있다.

## 특징
- 체장(추정): 약10m
- 서식지: 캐나다의 매니토바주에 있는 매니토바 호
- 외견: 뱀장어나 바다뱀같은 가늘고 긴 모양. 몸을 상하로 굼틀거리며 수영한다. 형상에는 같은 캐나다에 서식하고 있는 오고포고를 많이 닮음.

## 해설
- 1936년, 현지의 어부가 마니포고같은 생물의 뼈를 발견했다. 뼈는 그 후, 원인불명의 화재에 의해 소실되었다.
- 1962년, 현지의 어부가 마니포고의 사진촬영에 성공. 형상, 수영법은 오고포고와 많이 닮았다.